# Dillon Jones
Dillon Keshaun Jones (Columbia, Carolina del Sur, 29 de octubre de 2001) es un baloncestista estadounidense que pertenece a la plantilla de los Washington Wizards de la NBA. Con 1,96 metros de estatura, juega en la posición de alero.

## Trayectoria deportiva

### Universidad
Jugó cuatro temporadas con los Wildcats de la Universidad Estatal de Weber, en las que promedió 15,0 puntos, 9,6 rebotes, 3,5 asistencias y 1,7 robos de balón por partido. En su primera temporada fue elegido Rookie del Año de la Big Sky Conference después de promediar 8,2 puntos y 5,8 rebotes por partido y liderar la conferencia con 37 robos totales y 1,6 robos por partido. Tras aparecer las tres temporadas siguientes en el mejor quinteto de la conferencia, en 2024 fue elegido Jugador del Año de la Big Sky. 

#### Estadísticas
| Año     | Equipo      | PJ  | PT | MPP  | %TC  | %3P  | %TL  | RPP  | APP | ROB | TPP | PPP  |
| ------- | ----------- | --- | -- | ---- | ---- | ---- | ---- | ---- | --- | --- | --- | ---- |
| 2020–21 | Weber State | 23  | 2  | 20.5 | .561 | .250 | .790 | 5.8  | 2.0 | 1.6 | .0  | 8.2  |
| 2021–22 | Weber State | 33  | 32 | 33.9 | .541 | .354 | .800 | 10.6 | 2.5 | 1.8 | .1  | 12.6 |
| 2022–23 | Weber State | 32  | 31 | 36.3 | .462 | .303 | .813 | 10.9 | 3.8 | 1.6 | .1  | 16.7 |
| 2023–24 | Weber State | 31  | 31 | 37.0 | .489 | .324 | .857 | 9.8  | 5.2 | 2.0 | .1  | 20.8 |
| Total   | Total       | 119 | 96 | 32.8 | .499 | .320 | .823 | 9.6  | 3.5 | 1.7 | .1  | 15.0 |

### Profesional
El 26 de junio de 2024 fue elegido en la vigésimo sexta posición del Draft de la NBA de 2024 por los Washington Wizards. Sus derechos de draft fueron transferidos más tarde ese día junto con la selección número 51 del draft de 2024 a los New York Knicks a cambio de los derechos de draft de Kyshawn George. Los Knicks inmediatamente intercambiaron los derechos de draft de Jones con los Oklahoma City Thunder por cinco futuras selecciones de segunda ronda del draft. El 6 de julio firmó un contrato multianual con los Thunder, y durante su temporada rookie fue asignado en varias ocasiones a su filial en la G League, los Oklahoma City Blue.
El 22 de junio de 2025 se proclamó campeón de la NBA por primera vez en su carrera tras vencer a Indiana Pacers en la Final de la NBA (4-3). Días después, el 28 de junio, es trapasado a Washington Wizards a cambio de Colby Jones.

## Estadísticas de su carrera en la NBA
|  | Denota temporadas en las que su equipo fue Campeón de la NBA |

### Temporada regular
| Año     | Equipo        | PJ | PT | MPP  | %TC  | %3P  | %TL  | RPP | APP | ROB | TPP | PPP |
| ------- | ------------- | -- | -- | ---- | ---- | ---- | ---- | --- | --- | --- | --- | --- |
| 2024-25 | Oklahoma City | 54 | 3  | 10.2 | .383 | .254 | .607 | 2.2 | 1.1 | .3  | .1  | 2.5 |
| Total   | Total         | 54 | 3  | 10.2 | .383 | .254 | .607 | 2.2 | 1.1 | .3  | .1  | 2.5 |

### Playoffs
| Año   | Equipo        | PJ | PT | MPP | %TC  | %3P  | %TL   | RPP | APP | ROB | TPP | PPP |
| ----- | ------------- | -- | -- | --- | ---- | ---- | ----- | --- | --- | --- | --- | --- |
| 2025  | Oklahoma City | 10 | 0  | 4.6 | .818 | .750 | 1.000 | .9  | .5  | .1  | .1  | 2.3 |
| Total | Total         | 10 | 0  | 4.6 | .818 | .750 | 1.000 | .9  | .5  | .1  | .1  | 2.3 |